# نقش‌ریگ

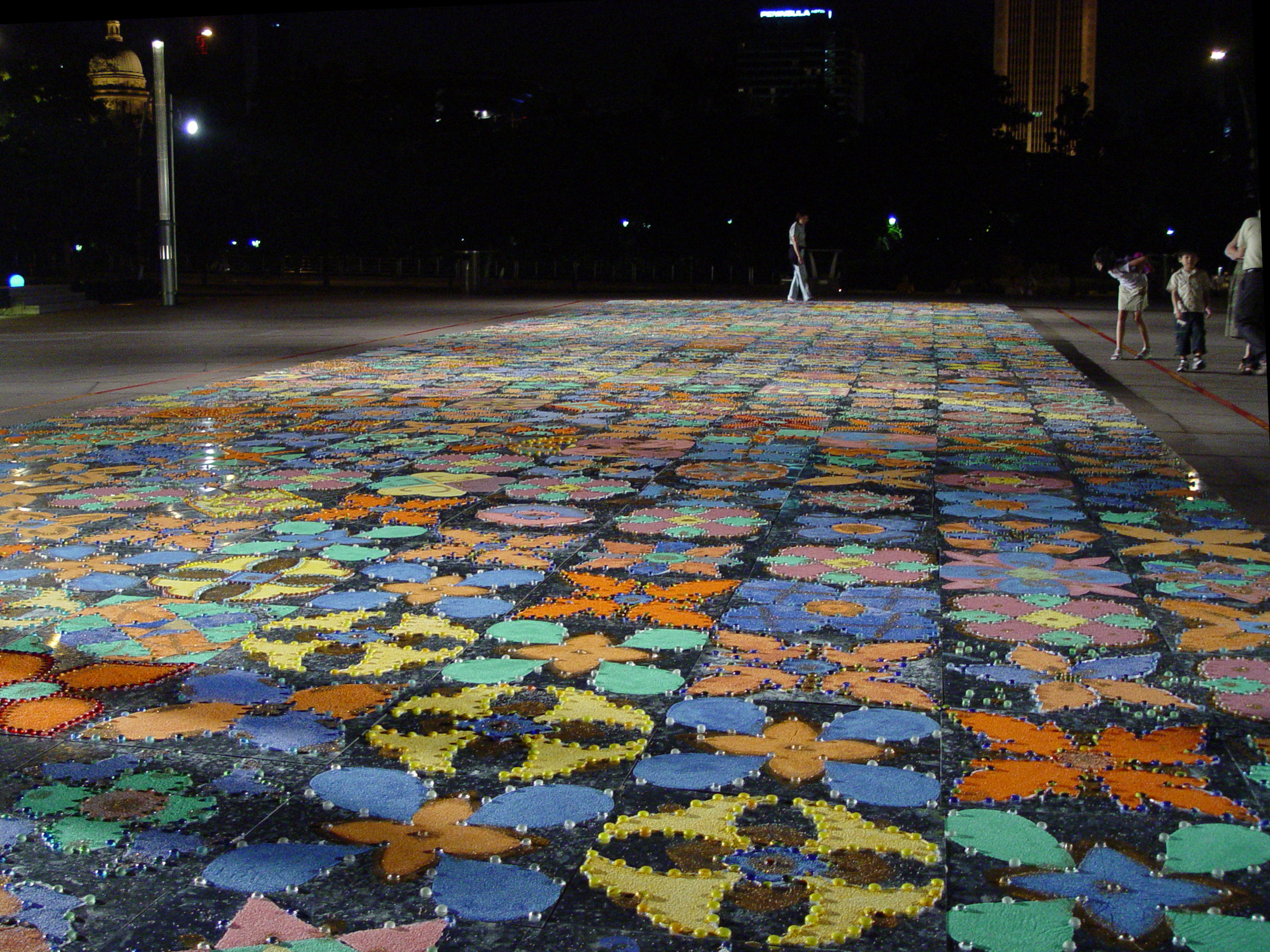
رنگولی، شکل محبوب نقش‌ریگ‌های هندی، در سنگاپور

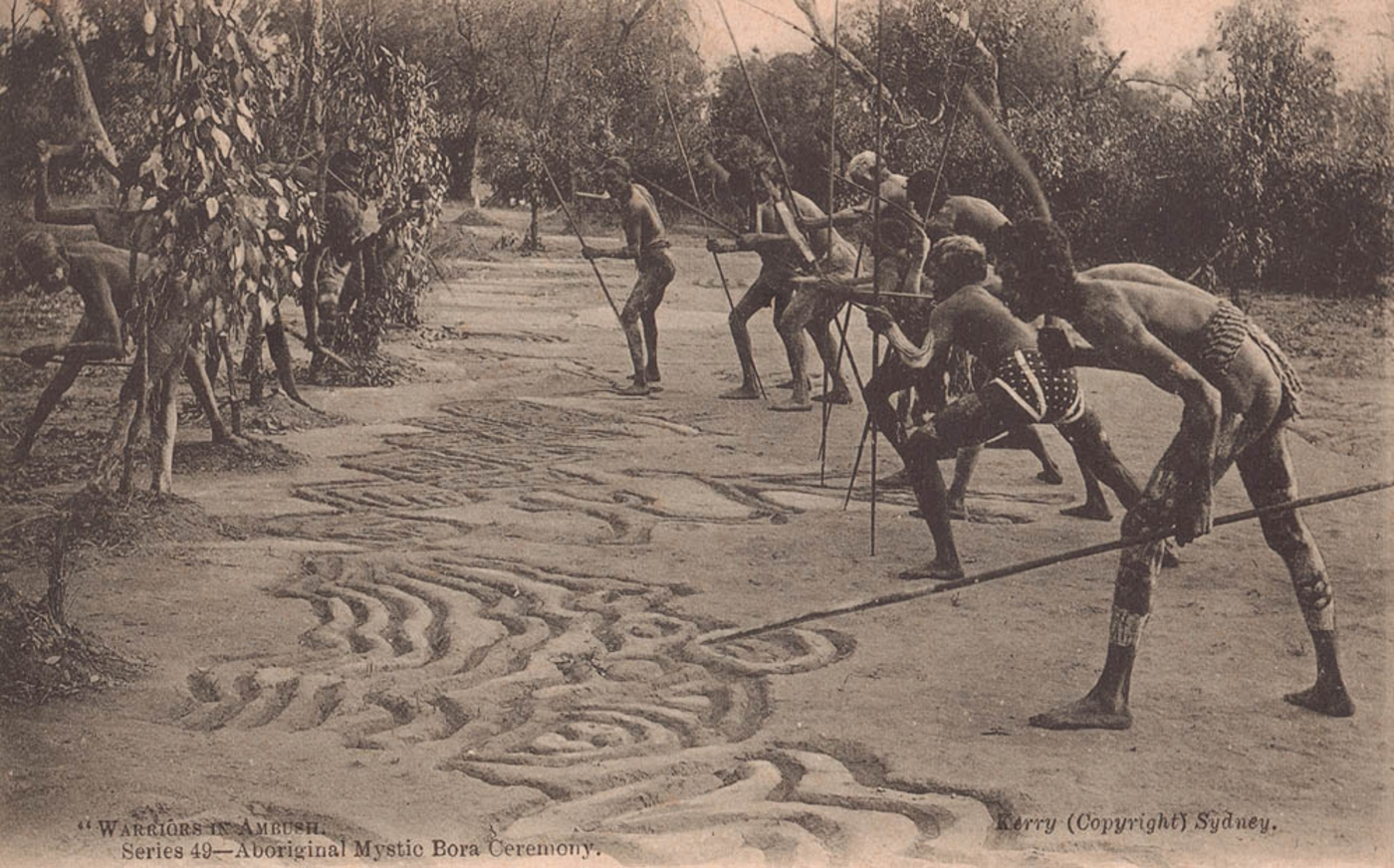
جنگجویان در کمین (سری ۴۹ ازمجموعهٔ برودهرست از کارت‌پستال‌های صحنه‌های نیو ساوت ولز)، مراسم بومی عرفان بورا، ۱۹۲۷–۱۹۰۰ میلادی

نقش‌ریگ یا نقاشی‌ماسه‌ای (به انگلیسی: Sandpainting) هنر ریختن شن‌های رنگی، و رنگدانه‌های پودری از مواد معدنی یا کریستال‌ها، یا رنگدانه‌های دیگر منابع طبیعی یا مصنوعی بر روی یک سطح برای ساختن یک نقاشی شن و ماسه‌ای ثابت یا غیر ثابت است. نقش‌ریگ‌های ثابت تاریخچه فرهنگی تثبیت‌شده‌ای طولانی در گروه‌های اجتماعی متعدد در سراسر جهان دارند و اغلب نقش‌ریگ‌های موقت، آیینی هستند که برای مراسم مذهبی یا شفابخش تهیه می‌شوند. به این شکل از هنر، نقاشی‌خشک نیز می‌گویند.
نقاشی‌خشک توسط سرخ‌پوستان بومی آمریکا در جنوب غربی ایالات متحدهٔ آمریکا، راهبان تبتی و بودایی، بومیان استرالیا و همچنین توسط آمریکایی‌های لاتین در برخی از روزهای مقدس مسیحی انجام می‌شود.

## تاریخچه

#### نقش‌ریگ بومی آمریکا

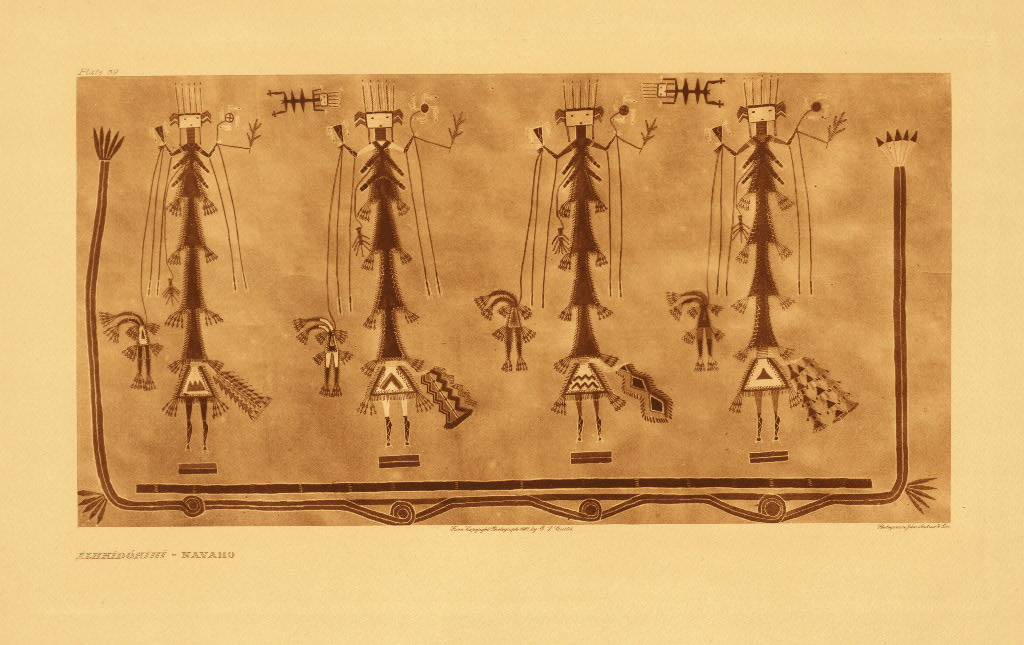
نقش‌ریگ ناواهو، گراور عکس توسط: ادوارد اس. کرتیس، ۱۹۰۷ میلادی، کتابخانهٔ کنگره

در نقش‌ریگ بومیان جنوب غربی آمریکا (که معروف‌ترین آنها ناواهوها [معروف به دینه] هستند)، شفابخش (یا هاتالی) به‌طور آزاد روی زمین هوگان، محل برگزاری مراسم نقاشی می‌کند، یا روی یک پوست‌باک یا برزنت پارچه‌ای، با عبور ماسه‌های رنگی از میان انگشتانش که با کنترل و مهارت روان می‌شود. ۶۰۰ تا ۱۰۰۰ طرح سنتی مختلف برای نقش‌ریگ‌ها وجود دارد که توسط ناواهوها شناخته شده‌است. آنها به نقاشی‌ها به عنوان اشیاء ایستا نگاه نمی‌کنند، بلکه به عنوان موجوداتی روحانی و زنده نگاه می‌کنند که باید با احترام زیادی با آنها رفتار شود. بیش از ۳۰ نقش‌ریگ مختلف ممکن است با یک مراسم مرتبط باشد.
رنگ‌های نقاشی معمولاً با شن و ماسه طبیعی، گچ خرد شده (سفید)، اُخرای زرد، ماسه‌سنگ قرمز، زغال چوب و مخلوطی از زغال‌سنگ و گچ (آبی) انجام می‌شود. قهوه‌ای را می‌توان با مخلوط کردن قرمز و سیاه درست کرد؛ قرمز و سفید، رنگ صورتی ایجاد می‌کنند. سایر عوامل رنگی عبارتند از: آرد ذرت، گرده گل، یا پودر ریشه و پوست درخت.
- اولین نمونهٔ اعتباری از نقش‌ریگ‌های سنتی ناواهو (که در شن‌های رنگی بر خلاف پرده‌های نگارین یا سایر رسانه‌ها ارائه شده) به صورت دائمی برای فروش ایجاد شده‌اند، بین سال‌های ۱۹۴۵ و ۱۹۵۵ میلادی ردیابی شده‌اند. اعتبار اصلی عموماً به یک ناواهو به نام فرد استیونز، جونیور (سنجاب خاکستری) داده می‌شود، که روش اصلی «ماندگار کردن» را برای نقش‌ریگ‌های تجاری توسعه داد که هنوز هم استفاده می‌شود.[۱]

#### نقش‌ریگ بومی استرالیا

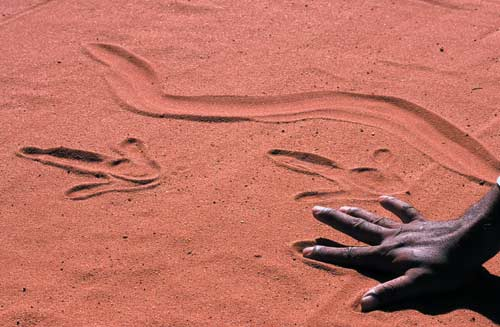
اثر هنری در آلیس اسپرینگز

هنر بومی استرالیا سابقه‌ای بیش از ۳۰/۰۰۰ سال دارد و طیف وسیعی از سنت‌ها و سبک‌های بومی را در بر می‌گیرد. این‌ها در دهه‌های اخیر مورد مطالعه قرار گرفته‌اند و پیچیدگی آن‌ها رسمیت شناخته شدهٔ بین‌المللی فزاینده‌ای به دست آورده‌است. هنر بومی طیف گسترده‌ای از رسانه‌ها را پوشش می‌دهد، از جمله نقش‌ریگ، نقاشی روی برگ‌ها، کنده‌کاری روی چوب، حکاکی روی صخره، مجسمه‌سازی و لباس‌های تشریفاتی، و همچنین تزیینات هنری موجود در سلاح‌ها و ابزارها. هنر یکی از آیین‌های کلیدی فرهنگ بومی است. از آن برای علامت‌گذاری قلمرو، ثبت تاریخ و نقل داستان‌هایی در مورد «روزگار رؤیا» استفاده می‌شود و هنوز هم رایج است.
مردم بومی با استفاده از تکنیک‌ها و مواد مدرن، نقاشی‌های سنتی خود را با شن و ماسه به اشکال دائمی‌تر تبدیل کرده‌اند.